# Sven-Olov Sjödelius
Sven-Olov Sjödelius (ur. 13 czerwca 1933 w Svärta, zm. 29 marca 2018 w Nyköping) – szwedzki kajakarz i dwukrotny złoty medalista olimpijski z 1960 i 1964 roku.
Brał udział w dwóch igrzyskach (IO 60, IO 64) i na obu zdobywał medale w tej samej konkurencji - kajakowej dwójce. W 1960 partnerował mu Gert Fredriksson, cztery lata później Gunnar Utterberg. Trzykrotnie stawał na podium mistrzostw świata, dwa razy sięgając po srebro (K-1 10 000 m: 1963, K-4 1000 m: 1950), a raz po brąz (K-1 4 x 500 m: 1958).